# Avena barbata
L'avena barbata (Avena barbata Pott ex Link, 1799) è una pianta angiosperma monocotiledone appartenente alla famiglia delle Poacee (o Gramineae, nom. cons.).

## Etimologia
Il nome generico (Avena) deriva da un nome latino per avena (nome volgare della pianta coltivata sin dall'antichità). L'epiteto specifico (barbata) indica una infiorescenza provvista di barbe.
Il nome scientifico della sottotribù è stato definito dal biologo, botanico e naturalista tedesco Johann Heinrich Friedrich Link (Hildesheim, 2 febbraio 1767 – Berlino, 1º gennaio 1851) nella pubblicazione "Schrader's Journal für die Botanik" (Schrad. Journ. ii. 315) del 1799.

## Descrizione

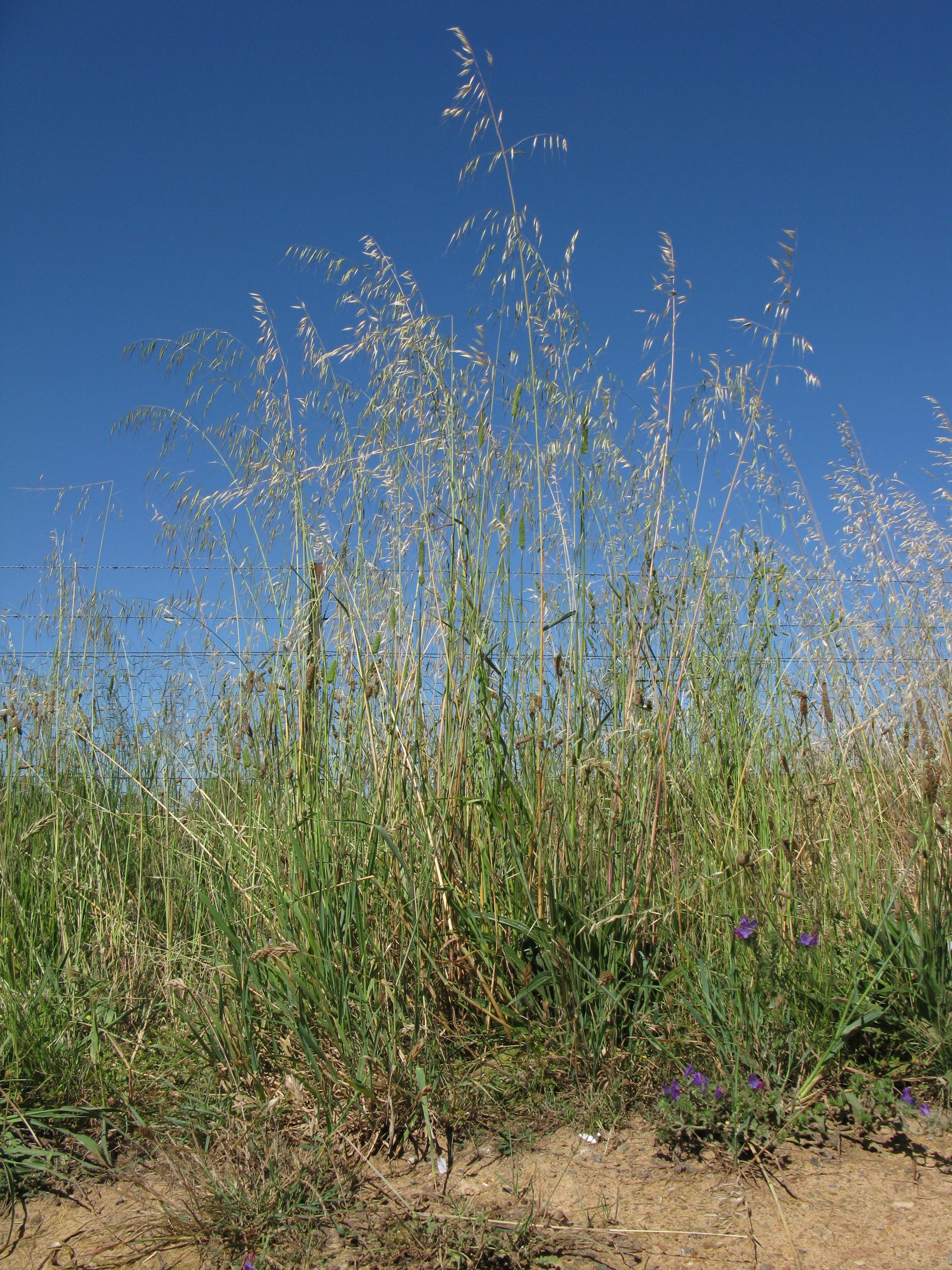
Il portamento

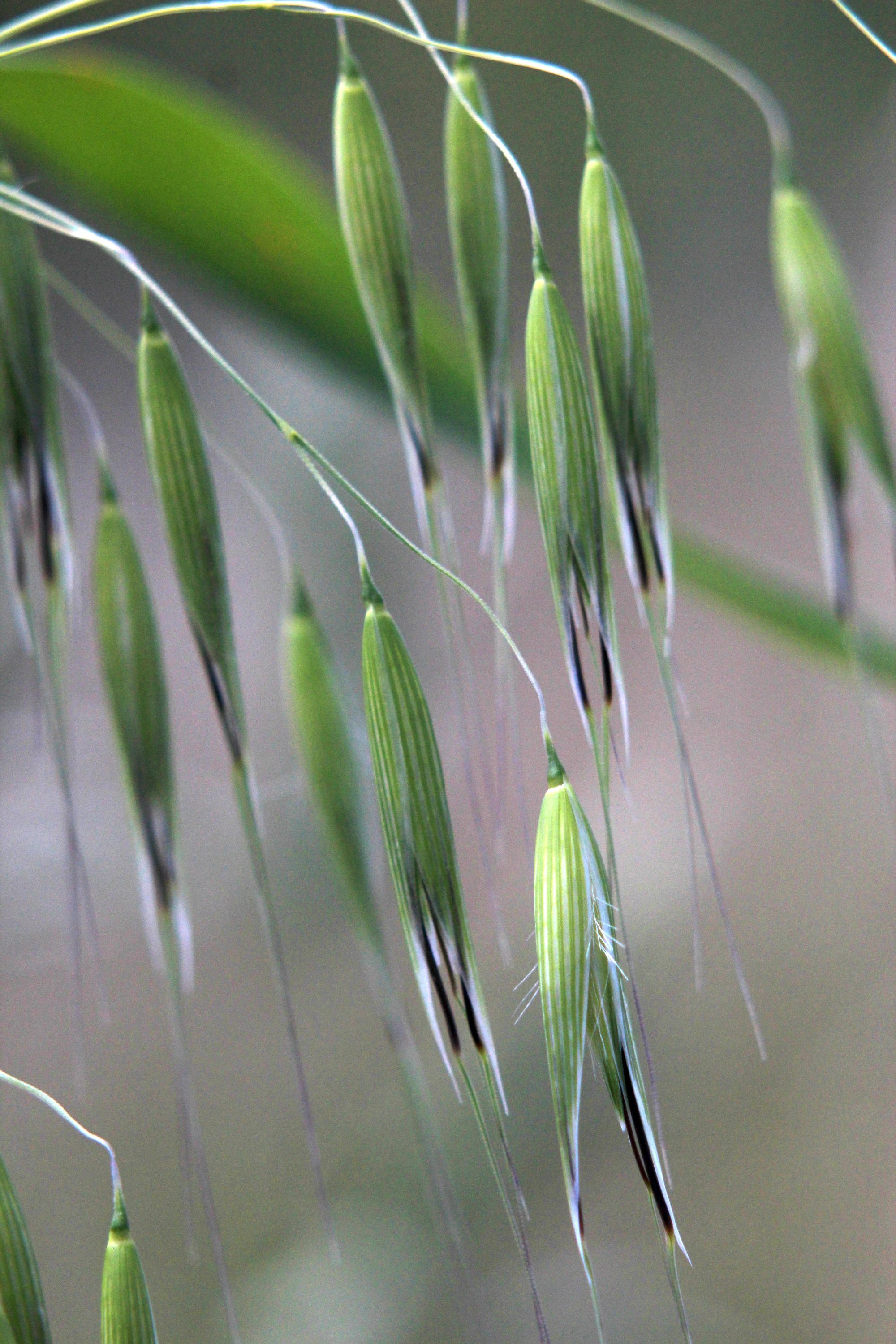
Infiorescenza

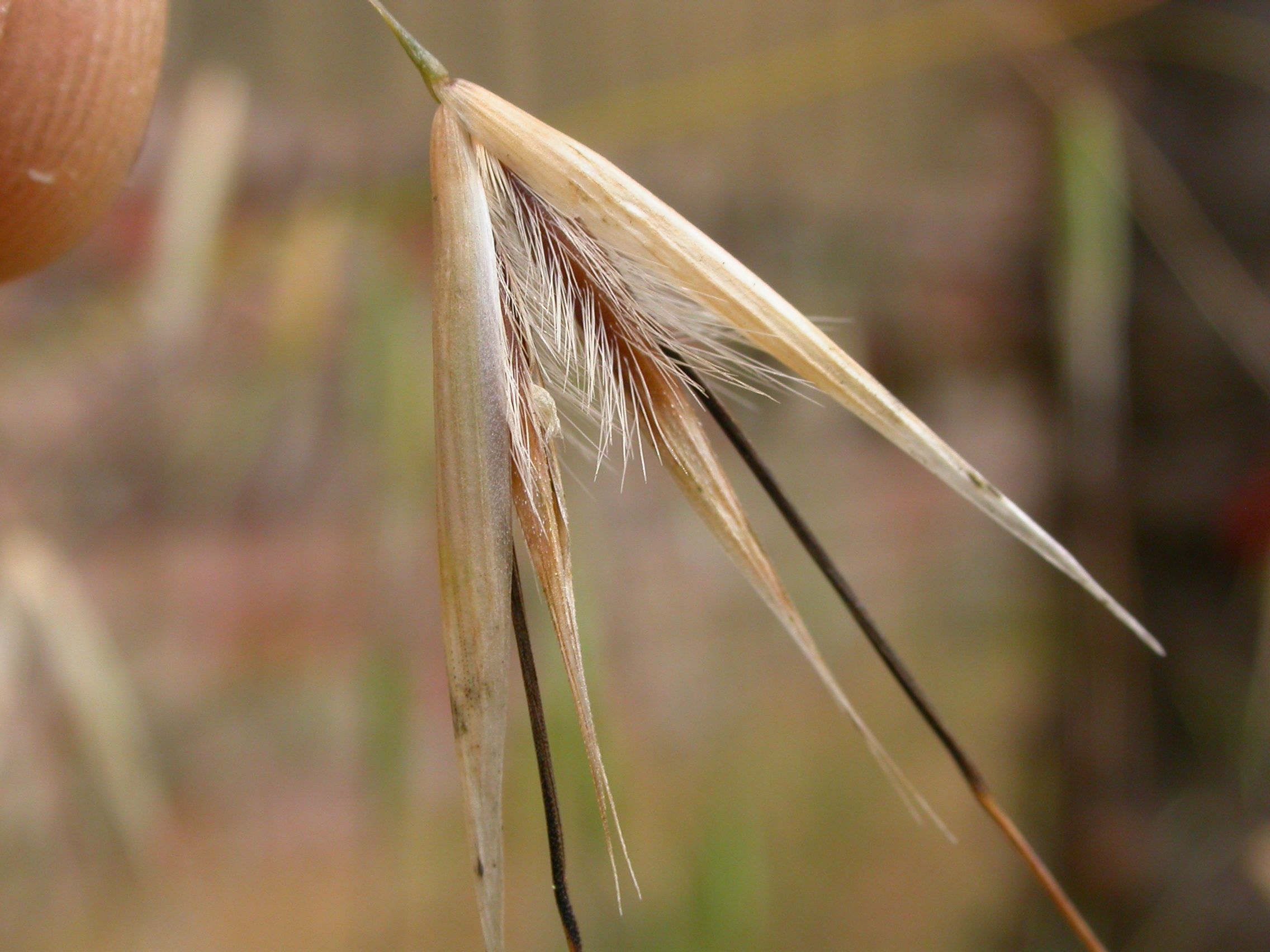
I fiori

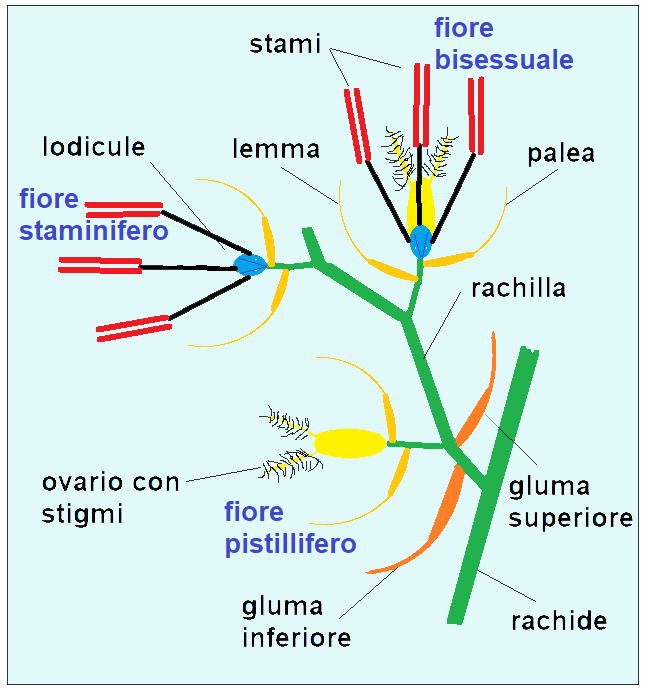
Spighetta generica con tre fiori diversi

Queste piante arrivano ad una altezza di 3 - 8 dm. La forma biologica è terofita scaposa (T scap), ossia in generale sono piante erbacee che differiscono dalle altre forme biologiche poiché, essendo annuali, superano la stagione avversa sotto forma di seme e sono munite di asse fiorale eretto e spesso privo di foglie.

### Radici
Le radici sono fascicolate avventizie.

### Fusto
La parte aerea del fusto è un culmo solitario, glabro, ascendente e snello. I culmi raramente possono essere fascicolati.

### Foglie
Le foglie lungo il culmo sono disposte in modo alterno, sono distiche e si originano dai vari nodi. Sono composte da una guaina, una ligula e una lamina. Le venature sono parallelinervie. Non sono presenti i pseudopiccioli e, nell'epidermide delle foglia, le papille. 
- Guaina: la guaina è abbracciante il fusto e in genere è priva di auricole.
- Ligula: la ligula nelle foglie inferiori è acuta (lunghezza 3 - 4 mm); nelle foglie superiori è tronca (lunghezza 2 mm).
- Lamina: la lamina ha delle forme lineari e piatte con apice acuminato; la superficie è glabra; i bordi sono cigliati. Dimensione della lamina: larghezza 2 - 4 mm; lunghezza 14 - 30 cm.

### Infiorescenza
Infiorescenza principale (sinfiorescenza o semplicemente spiga): le infiorescenze, di tipo racemoso terminale (un racemo per infiorescenza), hanno la forma di una ampia e ricca pannocchia formata da diverse spighette disposte unilateralmente. La pannocchia è lungamente peduncolata (il peduncolo è scabro verso il basso). I rami sono eretto-patenti (o semplicemente patenti); quegli inferiori portano 1 - 3 spighette pendule. La rachilla si estende oltre i fiori. La fillotassi dell'inflorescenza inizialmente è a due livelli (o a due ranghi), anche se le successive ramificazioni la fanno apparire a spirale. Lunghezza della spiga: 10 - 30 cm. Lunghezza del peduncolo: 1 - 3 cm.

### Spighetta
Infiorescenza secondaria (o spighetta): le spighette, compresse lateralmente con forme da ellittiche a oblunghe, sottese da due brattee distiche e strettamente sovrapposte chiamate glume (inferiore e superiore), sono formate da due o tre fiori. Alla base di ogni fiore sono presenti due brattee: la palea e il lemma. La disarticolazione in genere avviene con la rottura della rachilla a maturità dei fiori. Lunghezza delle spighette: 18 - 30 mm.
- Glume: le glume sono subuguali e possono racchiudere i fiori. Lunghezza 15 - 30 mm.
- Palea: la palea è un profillo lanceolato con alcune venature e margini cigliati.
- Lemma: il lemma nella parte distale è bifido (due sete aristiformi); nella metà inferiore è ispido per densi peli rigidi. Sul dorso è presente una resta inferiormente attorcigliata e ginocchiata. Lunghezza del lemma 13 - 20 mm. Lunghezza della resta: 30 - 50 mm.

### Fiore
I fiori fertili sono attinomorfi formati da 3 verticilli: perianzio ridotto, androceo  e gineceo.
- Formula fiorale:[7]

*, P 2, A (1-)3(-6), G (2–3) supero, cariosside.
- Il perianzio è ridotto e formato da due lodicule, delle squame traslucide, poco visibili (forse relitto di un verticillo di 3 sepali). Le lodicule sono membranose e non vascolarizzate.
- L'androceo è composto da 3 stami ognuno con un breve filamento libero, una antera sagittata e due teche. Le antere sono basifisse con deiscenza da una fessura laterale longitudinale. Il polline è monoporato.
- Il gineceo è composto da 3-(2) carpelli connati formanti un ovario supero. L'ovario, pubescente all'apice, ha un solo loculo con un solo ovulo subapicale (o quasi basale). L'ovulo è anfitropo e semianatropo e tenuinucellato o crassinucellato. Lo stilo è breve con due stigmi papillosi e distinti.
- Fioritura: da maggio a luglio.

### Frutti
I frutti sono cariossidi, ossia sono piccoli chicchi indeiscenti, con forme ovoidali, nei quali il pericarpo è formato da una sottile parete che circonda il singolo seme. In particolare il pericarpo è fuso al seme ed è aderente. L'endocarpo non è indurito e l'ilo è lungo e lineare. L'embrione è provvisto di epiblasto; ha inoltre un solo cotiledone altamente modificato (scutello senza fessura) in posizione laterale. I margini embrionali della foglia non si sovrappongono. A volte l'endosperma è liquido.

## Biologia
Come gran parte delle Poaceae, le specie di questo genere si riproducono per impollinazione anemogama. Gli stigmi più o meno piumosi sono una caratteristica importante per catturare meglio il polline aereo. La dispersione dei semi avviene inizialmente a opera del vento (dispersione anemocora) e una volta giunti a terra grazie all'azione di insetti come le formiche (mirmecoria). In particolare i frutti di queste erbe possono sopravvivere al passaggio attraverso le budella dei mammiferi e possono essere trovati a germogliare nello sterco.

## Distribuzione e habitat

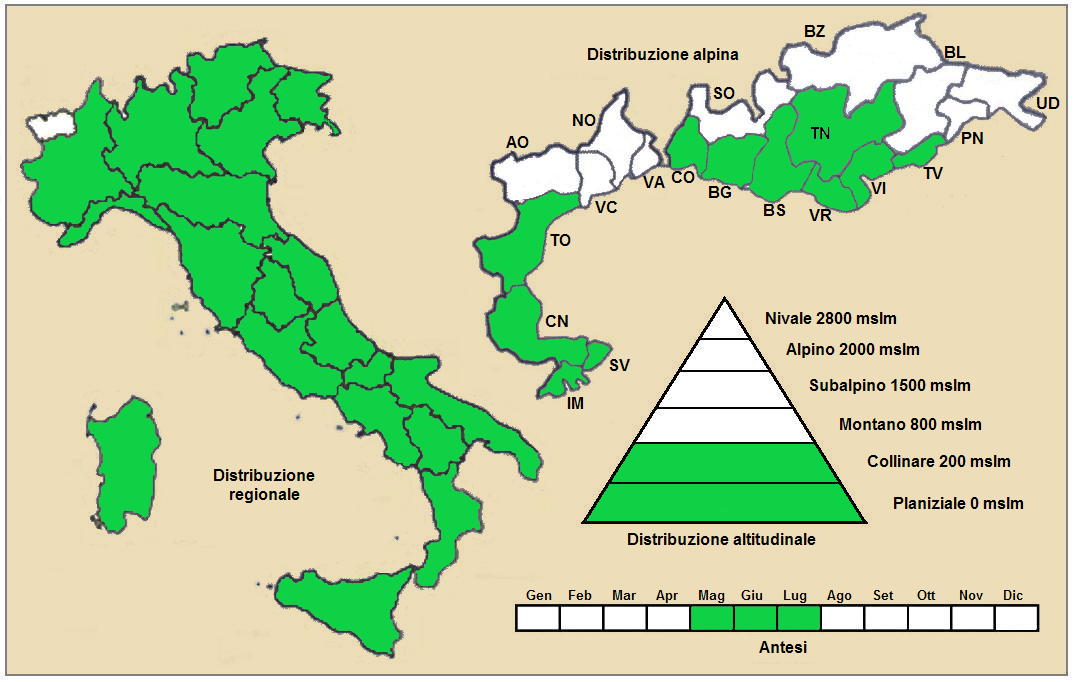
Distribuzione della pianta
(Distribuzione regionale – Distribuzione alpina)

- Geoelemento: il tipo corologico (area di origine) è Euri-Mediterraneo / Turanico / Sud-Ovest Asiatico.
- Distribuzione: in Italia è una pianta molto comune al Centro e al Sud. Un po' sporadica al Nord. Nelle Alpi è presente a ovest e al centro. Fuori dall'Italia, sempre nelle Alpi, questa specie si trova in Francia (dipartimenti di Alpes-de-Haute-Provence, Hautes-Alpes, Alpes-Maritimes e Drôme). Sugli altri rilievi europei collegati alle Alpi si trova nel Massiccio Centrale, Pirenei e Monti Balcani.[16] Nel resto dell'Europa e dell'areale del Mediterraneo questa specie si trova nell'Europa Mediterranea, Transcaucasia, Anatolia, Siria, Israele e Africa mediterranea.[17] In Asia si trova negli areali temperati.[1]
- Habitat: gli habitat tipici sono i prati, gli incolti e le siepi. Il substrato preferito è calcareo ma anche siliceo con pH neutro, medi valori nutrizionali del terreno che deve essere arido.[16]
- Distribuzione altitudinale: sui rilievi queste piante si possono trovare fino a 1200 m s.l.m.; nelle Alpi frequentano quindi i seguenti piani vegetazionali: collinare e quello planiziale (a livello del mare).

### Fitosociologia

#### Areale alpino
Dal punto di vista fitosociologico alpino Avena barbata appartiene alla seguente comunità vegetale:
- Formazione: delle comunità terofitiche pioniere nitrofile

- Classe: Stellarietea mediae

#### Areale italiano
Per l'areale completo italiano Avena barbata appartiene alla seguente comunità vegetale:
- Macrotipologia: vegetazione erbacea sinantropica, ruderale e megaforbieti.

- Classe: Chenopodio-Stellarienea Rivas Goday, 1956

- Ordine: Thero-Brometalia (Rivas Goday & Rivas-Martínez ex Esteve 1973) O. Bolòs, 1975

- Alleanza: Echio plantaginei-Galactition tomentosae O. Bolòs & Molinier, 1969

Descrizione. L'alleanza Echio plantaginei-Galactition tomentosae è relativa alle comunità annuali sub-nitrofile di taglia media, ricche di specie terofitiche, del Mediterraneo occidentale distribuite nei campi incolti e abbandonati, lungo i bordi delle strade e nelle aree dismesse in zone con abbondanza di precipitazioni. Il substrato può essere differente ma sempre in climi mediterranei, caratterizzati da inverni miti ad elevate precipitazioni e in parte anche con carattere di oceanicità. In Italia l’alleanza Echio plantaginei-Galactition tomentosae è distribuita nei territori a clima mediterraneo. Nel resto dell'Europa l’alleanza si sviluppa nel mediterraneo occidentale, ma è possibile trovarla anche nei settori eurosiberiani.
Specie presenti nell'associazione:  Echium plantagineum, Dasypyrum villosum, Bromus diandrus, Bromus hordeaceus, Lolium rigidum, Galactites tomentosa, Gastridium ventricosum, Plantago lanceolata, Plantago lagopus, Medicago rigidula, Lotus ornithopodioides, Sherardia arvensis, Medicago ciliaris, Medicago murex, Melilotus elegans, Melilotus italicus, Reichardia intermedia, Silene fuscata, Silene scabriflora, Vulpia geniculata e Vulpiella tenuis.
Altre alleanze per questa specie sono:
- Taeniathero-Aegilopion geniculatae
- Fedio graciliflorae-Convolvulion cupaniani
- Hordeion leporini
- Veronico-Urticion urentis
- Hypochoeridion achyrophori

## Tassonomia
La famiglia delle Poacee comprende circa 800 generi e oltre 9.000 specie. È una delle famiglie più numerose e più importanti del gruppo delle monocotiledoni. La famiglia è suddivisa in 12 sottofamiglie, il genere Avena  fa parte della sottofamiglia Pooideae, tribù Poeae, sottotribù Aveninae.

### Filogenesi
La sottotribù Aveninae (contenente il genere della specie di questa voce) fa parte della tribù Poeae Dumort., 1824 e quindi della supertribù Poodae L. Liu, 1980. All'interno della tribù, la sottotribù Aveninae appartiene al gruppo con le sequenze dei plastidi di tipo "Poeae" (definito "Poeae chloroplast groups 1" o anche "Plastid Group 1 (Poeae-type)").
All'interno delle Aveninae si individuano due subcladi. Avena si trova nel primo clade insieme ai generi Arrhenatherum e Helictotrichon. Le specie di Avena formano una serie complessa di poliploidi. La specie di questa voce fa parte della sezione Tenuicarpa, contenente due specie tetraploidi: A. barbata e  A.agadiriana Baum & Fedak. Un recente studio del gene 3-fosfoglicerato chinasi un enzima del plastidio nucleare (chiamato Pgk1) su 14 diplodi, 8 tetraploidi e 4 esaploidi del genere Avena ha evidenziato tre genomi principali (A - C - D) e diversi sottocladi, assegnando alla specie di questa voce il genoma AB (tetraploide), derivato dai genomi diploidi As e Ac.
Le seguenti sono sinapomorfie relative a tutta la sottofamiglie (Pooideae):
- la fillotassi dell'inflorescenza inizialmente è a due livelli;
- le spighette sono compresse lateralmente;
- i margini embrionali della foglia non si sovrappongono;
- l'embrione è privo della fessura scutellare.

Per il genere Avena è stata individuata la seguente sinapomorfia: l'ilo è lineare.
Il numero cromosomico di A. barbata è: 2n = 28 (tetraploide).

### Variabilità
La specie di questa voce è variabile. I caratteri soggetti a polimorfia sono: le dimensioni della spighetta; la pelosità delle foglie; il colore dei peli del lemma (biancastri, bruno-chiari e ferruginei).
Questa pianta può essere confusa con la specie Avena fatua L., ma si distingue per il lemma bifido aristiforme.
Alcune checklist riconoscono le seguenti sottospecie:
- Avena barbata subsp. castellana Romero Zarco, 1990 - Distribuzione: Europa atlantica e Marocco
- Avena barbata subsp. hirtula (Lag.) Tab. Morais, 1939 - Distribuzione: Spagna e Magreb
- Avena barbata subsp. lusitanica (Tab. Morais) Romero Zarco, 1986 - Distribuzione: Europa mediterranea e Magreb
- Avena barbata subsp. wiestii (Steud.) Mansf., 1959 - Distribuzione: Europa mediterranea, Anatolia, Asia mediterranea, Africa mediterranea e Pakistan.

Alcune checklist considerano le seguenti entità delle specie autonome:
- Avena lusitanica  (Tab.Morais) B.R.Baum - Distribuzione italiana: soprattutto al Sud
- Avena matritensis  B.R.Baum - Distribuzione italiana: Sicilia

### Sinonimi
Questa entità ha avuto nel tempo diverse nomenclature. L'elenco seguente indica alcuni tra i sinonimi più frequenti:
- Avena almeriensis Gand.
- Avena atheranthera  C.Presl
- Avena barbata  Brot.
- Avena barbata subsp. castellana Romero Zarco
- Avena barbata subsp. hirtula (Lag.) Tab. Morais
- Avena barbata subsp. lusitanica (Tab. Morais) Romero Zarco
- Avena barbata subsp. wiestii (Steud.) Mansf.
- Avena barbata var. subtypica  (Malzev) Tzvelev
- Avena bolivaris  Sennen
- Avena damascena  Rajhathy & B.R.Baum
- Avena deusta  Ball
- Avena hirsuta  Moench
- Avena hirtula  Lag.
- Avena hoppeana  Scheele
- Avena lusitanica  (Tab.Morais) B.R.Baum
- Avena malzevii  Tzvelev
- Avena matritensis  B.R.Baum
- Avena maxima  C.Presl
- Avena segetalis  Bianca ex Nyman
- Avena serrulatiglumis  Sennen & Mauricio
- Avena strigosa subsp. barbata  (Pott ex Link) Thell.
- Avena strigosa subsp. lusitanica  (Tab.Morais) Jauzein
- Avena villosa  Lag. ex Roem. & Schult.
- Avena wiestii  Steud.